# Abdij Santa Maria in Maniace

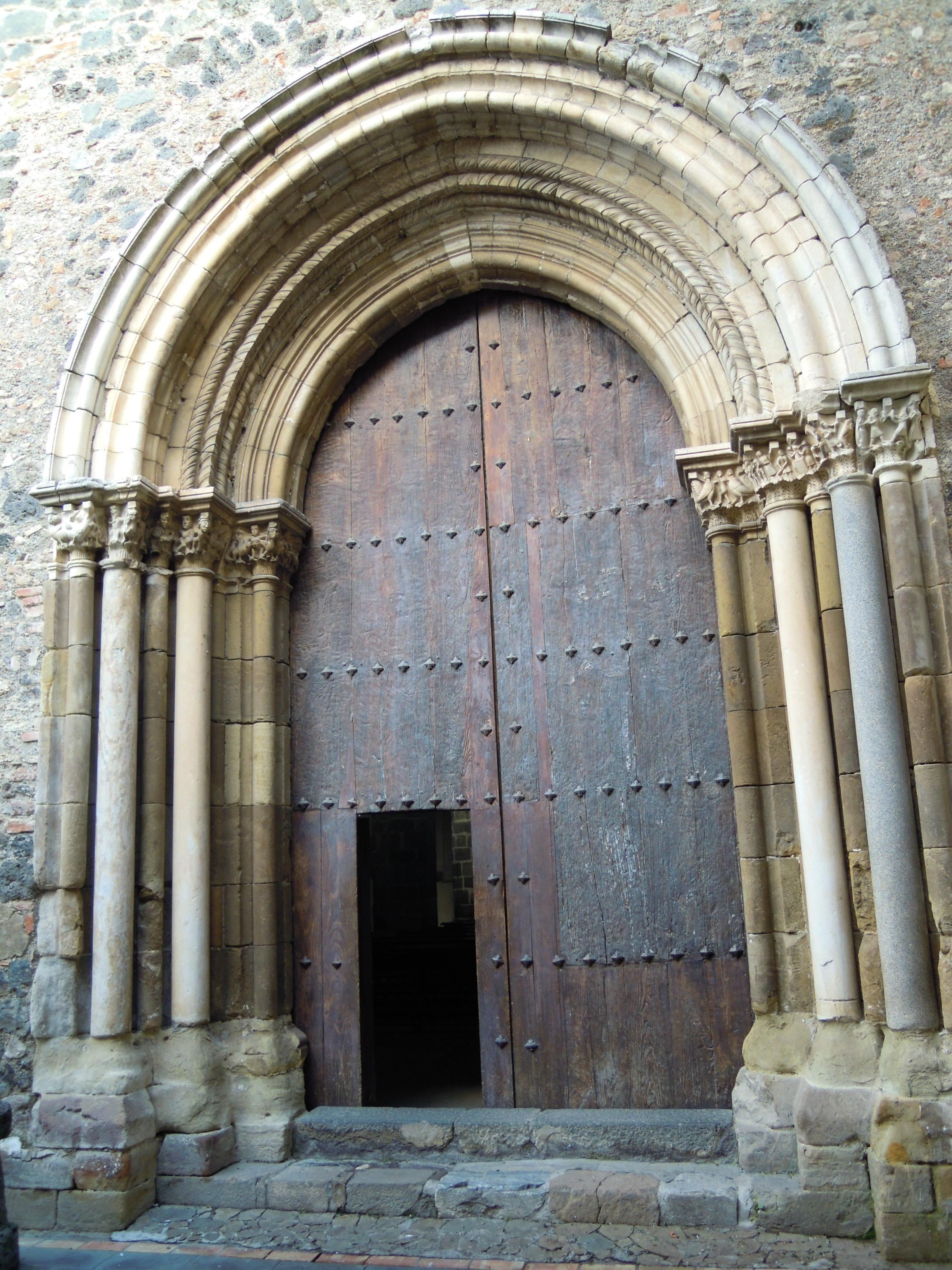
Ingang Abdij Santa Maria in Maniace, Italië

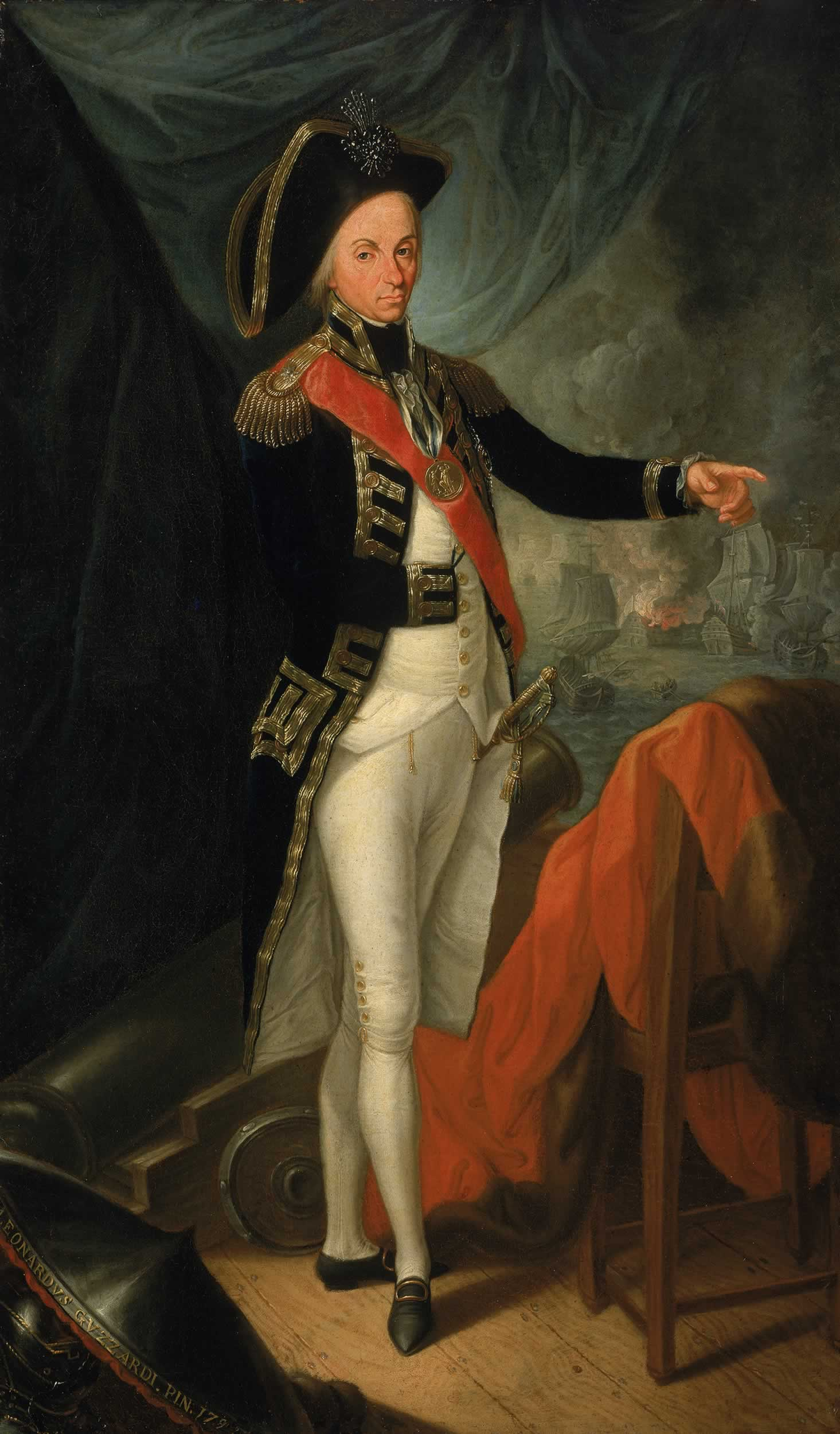
Admiraal Nelson, baron van de Nijl en hertog van Bronte

Abdij Santa Maria in Maniace, ofwel het hertogdom Nelson, het kasteel Nelson of het kasteel Maniaci di Bronte, was een benedictijnerabdij en kasteel op het eiland Sicilië, Italië. Het domein bevindt zich zowel in de gemeenten Bronte als Maniace, beide in de metropolitane stad Catania. 

## Historiek
Koningin Margaretha van Navarra, echtgenote van koning Willem I van Sicilië van het Normandische Huis Hauteville, stichtte eind 12e eeuw een abdij voor benedictijnen in Maniace. De plek en de abdij kregen de naam Maniace of in het Grieks Maniakes, ter ere van Georgios Maniakes, generaal van het Byzantijnse Rijk. Deze generaal leefde een eeuw eerder en had (tijdelijk) de Arabieren van het emiraat Sicilië verjaagd. Op deze plek bestond sinds de tijd van Maniakes een bouwwerk voor kluizenaars. 
Meerdere prelaten waren titulair abt van Maniace, onder meer de latere paus Alexander VI Borgia. In 1491 schonk paus Innocentius VIII de abdij aan het Ospedale Grande e Nuovo in Palermo. 
In de 16e eeuw trokken basilianen in het klooster en nog later franciscanen. In 1693 werd de abdij, zoals vele andere bouwwerken op Sicilië, getroffen door de zware aardbeving van 1693. De abdij werd ten dele heropgebouwd.
In 1799 schonk koning Ferdinand IV van Napels en Sicilië de abdij aan Horatio Nelson, Engels admiraal. De koning bedankte hiermee Nelson voor het verjagen van de revolutionairen die in Napels de Parthenopeïsche Republiek hadden uitgeroepen. Dankzij tussenkomst van de Engelse vloot, onder meer, kon Ferdinand IV terug op de troon komen. Nelson kreeg er eveneens de titel bij van hertog van Bronte. De familie Nelson trok in in het voormalige klooster, richtte het in als kasteel en exploiteerde de bijhorende landbouwgronden. De familie Nelson bleef tot het in 1860 te woelig werd door een bloederige revolutionaire opstand. De revolutie aangevuurd door Garibaldi in het kader van de Risorgimento, was gericht tegen het Bourbonregime in Napels. In Bronte vielen er meerdere doden (1860).
Eind 19e eeuw en begin 20e eeuw leefde de Schotse dichter William Sharp (1855-1905) in het kasteel. Hij overleed in het kasteel en werd in het park begraven (1905).
Tijdens de Geallieerde Landing op Sicilië tijdens de Tweede Wereldoorlog werd het kasteel beschadigd (1943). Nazaten van de familie Nelson ontvingen het hertogdom met kasteel uit handen van Britse troepen. 
Later in de 20e eeuw, in de jaren 1980, werden de regio Sicilië en de gemeente Bronte eigenaar van het kasteel en het domein. Het kasteel viel ten prooi aan plunderingen van huisraad. Het kasteel/abdij werd ten slotte een museum: het Museum van Maniace.